# Connie Needham
Connie Needham (nacida Connie Marie Bowen el 5 de diciembre de 1959) es una actriz e instructora de danza estadounidense. Bajo el nombre artístico de Connie Newton, interpretó el personaje de Elizabeth Bradford en la serie de televisión Eight is Enough  de 1977 a 1981.

## Carrera
Aunque su papel más destacado fue el de Elizabeth Bradford, en los 112 episodios de la serie Eight is Enough y sus dos películas de televisión posteriores, Needham tuvo otras nueve apariciones después de que la serie terminó en 1981.
Needham interpretó a dos personajes diferentes en la serie de televisión Fama. Su primera aparición fue en el episodio To Soar and Never Falter (1982) como Kathy Murphy, una bailarina en las etapas iniciales de esclerosis múltiple. Harry Harris ganó un Premio Emmy por Mejor Dirección en una Serie Dramática gracias a este episodio. Sus otras apariciones en Fame fueron como Kelly Hayden en tres episodios al año siguiente.
Needham hizo una aparición especial en la serie de televisión de comedia de Leslie Nielsen 'Police Squad! como Jill, una profesora de baile y también intervino en un episodio de L.A. Law en 1987. Hizo su última aparición en la pequeña pantalla interpretando a una camarera en un episodio de 1995 de Ellen.
Con posterioridad se dedicó a la enseñanza de baile en el Condado de Orange, California, impartiendo clases de jazz y lírica para jóvenes y coreografiando equipos y recitales anuales.

## Vida personal
Aunque aparece en la pantalla como Connie Newton, se casó con David Needham, escenógrafo en Eight is Enough, el 7 de abril de 1979, al final de la tercera temporada de la serie. Newton cambió su nombre de pantalla por su nombre de casada, Connie Needham, desde la cuarta temporada en adelante. El padre de David Needham era director y productor de cine Hal Needham. Connie y David se divorciaron en 2005. Tienen dos hijas, Kimberly y Taylor.
En julio de 2009, se anunció que Needham había sido diagnosticada con cáncer de ovario. Desde entonces se ha recuperado por completo.